# روستای کول کوچک
روستای کول کوچک (یقه سنگر) روستایی از توابع شهرستان رستم، استان فارس، ایران است که در 33 کیلومتری شمال شهر ممسنی قرار دارد. این روستا در مسیر جاده ی شیراز ممسنی به گچساران  در مرز رستم یک و رستم دو می‌باشد.
مردم این روستا از نژاد لر هستند و به علت وجود زمینهای حاصلخیز و آب فراوان عمده منبع درآمد از طریق کشاورزی است ، گندم ، جو ، صیفی جات و برنج عمده تولیدات محصولات کشاورزی این روستا را تشکیل می دهند.این روستا در دامنه رشته‌کوه‌ زاگرس واقع شده است. طول و عرض جغرافیایی بابامیدان در موقعیت 51.42 طول شرقی و 30.29 عرض شمالی می‌باشد. ارتفاع این منطقه از سطح دریا، حدود  متر بوده و دارای آب و هوای نیمه خشک با تابستان گرم و خشک و زمستان معتدل و مرطوب می‌باشد.
اشکفت یا غار یقه سنگر یکی از آثار ملی ثبت شده ایران در شیراز است که قدمت آن مربوط به می باشد و در تاریخ ۱۳۷۹/۱۲/۲۵ به شماره ثبت 3259 در مجموعه آثار تاریخی ایران ثبت شده است. نشانی این اثر ملی ثبت شده بخش رستم یک و۲ سمت چپ جاده نور آباد به گچساران  در ورودی روستا می باشد.

## جمعیت[ویرایش]
این روستا در ددهستان رستم دو قرار دارد و براساس سرشماری مرکز آمار ایران در سال ۱۳۹۵، جمعیت آن حدود 155نفر (31خانوار) بوده‌است.
1. ↑   https://www.aparat.com/v/eF8En. پارامتر |عنوان= یا |title= ناموجود یا خالی (کمک)
2. ↑   https://www.google.com/maps/@30.2940533,51.4174422,878m/data=!3m1!1e3?entry=ttu. پارامتر |عنوان= یا |title= ناموجود یا خالی (کمک)